# Magazyn Kulturalny Dworzanin
Magazyn Kulturalny Dworzanin – bezpłatny kwartalnik, dostępny w Centrum Kultury „Dworek Białoprądnicki”, klubach kultury na terenie dawnej dzielnicy Krowodrza w Krakowie, w czytelniach, bibliotekach i w Internecie. ISSN 1895-9156
Wydawcą „Dworzanina”, jest Centrum Kultury „Dworek Białoprądnicki”, pierwszy numer ukazał się w marcu 2006 roku. Czasopismo koncentruje się na zjawiskach szeroko pojętej kultury.
Celem periodyku jest upowszechnianie treści, form i metod działalności kulturalno-oświatowej w środowiskach kultury Krowodrzy, a zwłaszcza w domach i ośrodkach kultury, klubach i innych podmiotach kultury na terenie objętym działalnością Centrum Kultury „Dworek Białoprądnicki”. Zadaniem czasopisma jest utrwalanie w świadomości społecznej ważniejszych imprez kulturalnych, sylwetek wybitnych lokalnych postaci, przybliżenie tradycji i historii dzielnicy oraz budowanie więzi międzyludzkich i umocnienie nawyku korzystania z dóbr kultury. Pismo ma służyć pomocą w upowszechnianiu form pracy kulturalnej oraz sprawdzonych sposobów działania. Odbiorcami pisma są zarówno dorośli mieszkańcy, jak i młodzież oraz dzieci, bywalcy Dworku Bialoprądnickiego, klubów Kultury, czytelni i bibliotek. Szczególną rolą kwartalnika jest dotarcie do młodych czytelników i zachęceniu ich do uczestnictwa w różnych formach zajęć.
- Redaktor naczelny - Stanisław Franczak
- Sekretarz redakcji - Wojciech Prażuch
- Zespół redakcyjny - Beata Bychawska, Sylwia Gach, Jolanta Kogut, Maciej Naglicki, Ewa Szawul, Wojciech Prażuch, Klaudia Krupa

- Projekt graficzny - Piotr Kaliński
- Skład i łamanie - Wojciech Prażuch
- Foto na okładce - Radosław Molski